# Grapsus adscensionis
El cangrejo de la isla Ascensión (Grapsus adscensionis) es una especie de crustáceo decápodo del infraorden Brachyura, propio de las costas atlánticas de las islas macaronésicas (Canarias, Azores, Salvajes y Madeira) y de Marruecos, además de la isla Ascensión, de la cual recibe su nombre científico. Es una especie común de la fauna intermareal del Atlántico oriental. Es sólo a partir de 1990 que se considera una especie diferente de Grapsus grapsus, que habita en las costas atlánticas americanas. El cangrejo de la isla Ascención es capturado tanto para su consumo como para su uso como carnada.

## Descripción
Alcanza en la isla Ascensión una talla de caparazón máxima de 74 mm, para ambos sexos. La madurez sexual se alcanza en los machos a una talla de caparazón de aproximadamente 38 mm de ancho para los machos, mientras que para las hembras se alcanza a los 43 mm de ancho. En Canarias, la talla mínima fijada para su captura es de 60 mm de anchura de caparazón.

## Hábitat y comportamiento

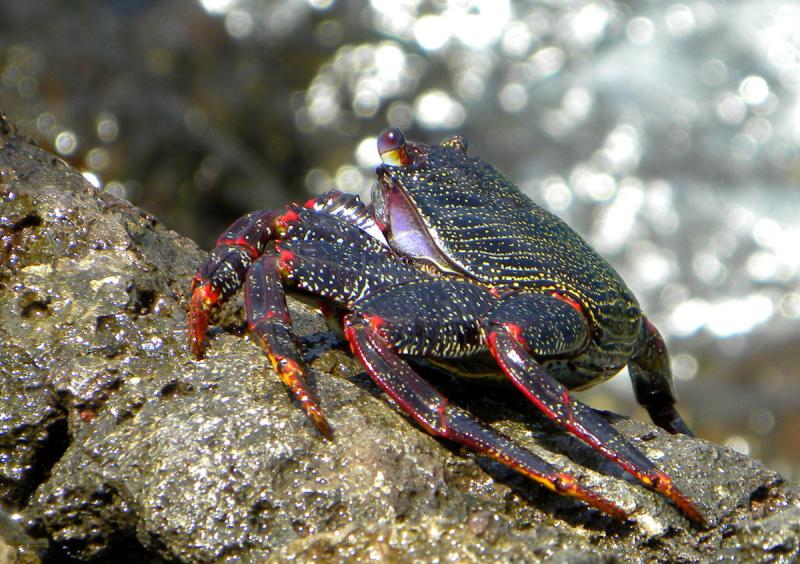
Grapsus adscensionis en Tenerife.

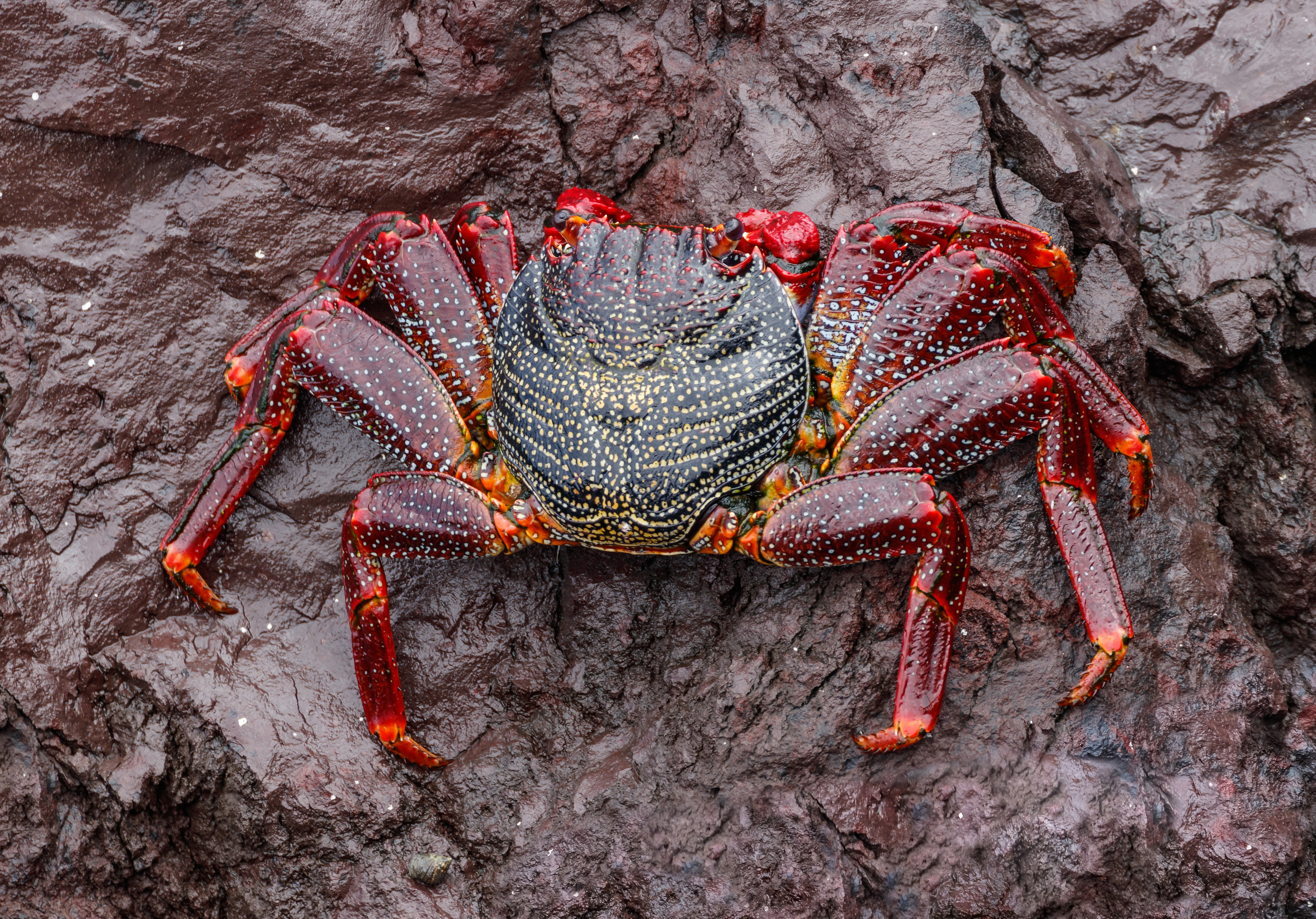
Grapsus adscensionis en Tenerife.

Durante el día, en la isla Ascensión, se ha observado que estos cangrejos suelen encontrarse bajo el agua durante la marea alta, pero durante la marea baja salen del agua para alimentarse de los tapices de algas. Durante la noche, se encuentran siempre inactivos.
En las islas Canarias, los registros muestran que su abundancia es mayor en lugares en los que la variabilidad del terreno es compleja, como los acantilados, y que suele ser más frecuente en octubre que en marzo.